# 야구치 시노부
야구치 시노부(일본어: 矢口史靖, 1967년 5월 30일 ~)는 일본의 영화감독 겸 시나리오 작가이다. 가나가와현 이세하라시 출신. 가나가와 현립 이시다 고등학교, 도쿄조형대학 졸업.

## 약력
- 가나가와 현립 이시다 고등학교 졸업. 도쿄조형대학에 입학 후, 1년 선배의 스즈키 타쿠지에 영향을 받아, 8mm에 의한 영화를 자주 찍기 시작한다.

- 1990년 피아 필름 페스티벌에서 8mm 촬영한 장편 《비 여자》가 그랑프리를 수상.

- 후지 TV, 알타미라 픽처스와 함께 제작한 2001년 영화 《워터보이즈》에서는 남자 싱크로나이즈드 스위밍부라는 독특한 소재로 흥행을 거둬, 제25회 일본 아카데미상에서 우수 각본상, 우수 감독상에 후보로 올랐다.

- 같은 후지 TV, 알타미라 픽처스 작품인 2004년 영화 《스윙걸즈》도 큰 흥행을 거둬 제28회 일본 아카데미상에서 최우수 각본상·최우수 음악상·최우수 녹음상·최우수 편집상·화제상 등 5부문을 수상해 영화감독으로써 지명도를 높였다. * 2008년에는 영화 《해피 플라이트》가 공개되었다.

## 여담
- 야구치 영화에서는, 주인공의 이름이 “스즈키(鈴木)”인 경우가 많다.

- 영화 작품에는 반드시 “이타미 야요이(伊丹弥生)”라는 캐릭터가 등장한다.

## 자체 제작
- 《훌라 스트레이타》 (1986년) ※8미리 / 20분
- 《회기선》 (1987년) ※8미리 / 17분 *
- 《아사키 꿈합니다》 (1990년) ※도쿄조형대학 영화 세미나 일원에 8미리의 옴니버스 작품
- 《수도꼭지 텔레비전》 (1990년) ※VTR / 5분
- 《비 여자》 (1990년) ※ 8미리 / 72분
- 《원피스》 (1994년 ~ 현재) ※비디오 * 《단편집 - 조류 관찰》 (1996년) ※16미리 / 13분

## 감독 작품

### 영화
- 《맨발의 피크닉》 (1993년) ※각본·감독
- 《비밀의 화원》 (1997년) ※각본·감독
- 《아드레날린 드라이브》 (1999년) ※각본·감독
- 《워터보이즈》 (2001년) ※각본·감독
- 《파코 픽션》 (2002년) ※스즈키 타쿠지와의 공동 감독의 옴니버스 작품
- 《스윙걸즈》 (2004년) ※각본·감독
- 《가요곡이야, 인생은 - 제9화 "만나고 싶어서 만나고 싶어서" 》 (2006년) ※각본·감독
- 《해피 플라이트》 (2008년) ※각본·감독
- 《로봇G》 (2012년) ※각본·감독
- 《WOOD JOB! 가무사리 숲의 느긋한 나날》 (2014년) ※각본·감독
- 《서바이벌 패밀리》 (2017년) ※각본·감독
- 《댄스 위드 미》 (2019년) ※각본·감독
- 《돌 하우스》 (2025년) ※각본·감독

### 텔레비전 드라마
- 《학교 괴담 봄의 드리블 스페셜》 (1999년 3월 30일, 후지 TV/간사이 테레비)

제3화 「악마의 선택」
- 《학교의 괴담 봄의 저주 스페셜》 (2000년 3월 28일, 후지 TV/간사이 테레비)

오프닝 「마계 교실」
제1화 「공포 심리학 입문」
- 《학교 괴담 봄 원령 스페셜》 (2001년 3월 27일, 간사이 테레비)

오프닝 & 엔딩 「마계 학원」
제1화 「괴묘 전설」※원피스의 대표작 「네코다상」의 셀프 리메이크 판.